# リトアニア内戦 (1700年)

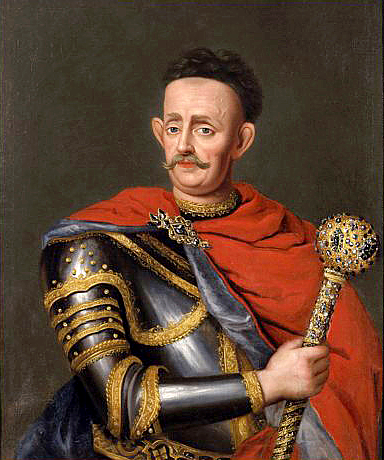
カジミェシュ・ヤン・サピェハ

1700年のリトアニア内戦は、ポーランド・リトアニア共和国の構成国であるリトアニア大公国において、いくつかのマグナート（大貴族）家門の間に起きた紛争。17世紀末にリトアニアで最も権勢を振るっていたサピェハ家に対し、ラジヴィウ家、ヴィシニョヴィエツキ家、パツ家、オギンスキ家の4家門が反旗を翻したために起きた。
17世紀末、サピェハ家はリトアニア大公国における高級官職の多くを占めていた。1700年の時点では、カジミェシュ・ヤン・サピェハがリトアニア大ヘトマン（総司令官）、アレクサンデル・ミハウ・サピェハがリトアニア宮内長官、ベネディクト・パヴェウ・サピェハがリトアニア財務副長官の地位にあった。サピェハ家は宮廷において大きな発言力を持ち、他のマグナート家門に不利な法令を立案・施行することで他家門に攻撃を加えた。この事態は、より弱体なマグナートたちと一般貴族（シュラフタ）たちによる反サピェハ連合を形成させることになった。サピェハ家は11月18日のオルキェニキ（現在のリトアニア領、ヴァルキニンカイ付近）での戦いに敗れ、ミハウ・セルヴァツィ・ヴィシニョヴィエツキに一族の本拠ルジャヌィ宮殿を破壊された。サピェハ家は大公国内における覇権を失って、二度と以前のような地位に返り咲くことはなかった。
内戦の後、大公国では政情不安が続き、複数のマグナート家門がサピェハ家の喪失した官職と領地を競って奪い合う状況が続いた。こうした紛争の影響もあり、ポーランド・リトアニア共和国はすでに始まっていた大北方戦争においてスウェーデンの軍事遠征の進撃路となり、劣勢に立たされることになった。覇権を失ったサピェハ家は、反国王派のリトアニア連盟を組織し、スウェーデンと結び共和国の分裂を招くこととなる。